# Torre de Lloselles
La torre de Lloselles és una casa pairal de Gelida (Alt Penedès) catalogada com a bé cultural d'interès local.

## Història
Pel que sembla, aquesta propietat correspon a l'antic mas Almirall, esmentat el 1414. El 1509, Pere Joan de Lloselles fou nomenat cavaller pel rei Ferran el Catòlic.
El seu escut d'armes és de l'any 1787, any de ratificació del privilegi. Segons Isidre Clopas: «Per la redacció de la placa i pel seu istil barroc sembla de finals del segle xviii, la placa ens parla de «Las ultimas Corts d'aquesta Centuria. També l'última data consignada en la placa és la del 1787. Crec que fou en Pere de Llosellas qui en l'esmentat any 1787 la feu esculpir.» A la dècada del 1920, Josep Peralta adquirí la casa a Ramon Domènec Perés, descendent dels Lloselles, i l'escut fou enviat a un membre de la familia que vivia a Brussel·les.

## Descripció
És un gran casal a dues vessants, de planta rectangular, situat en un lloc estratègic. Presenta tres plantes i golfes o tinell, una galeria porxada del xviii, patis interiors amb un rellotge de sol i una torre de base circular incorporada (segle xvi), masoveries annexes del segle xviii a fora de l'estructura principal tancada pel pati, amb alguna data sobre la llinda de les finestres, amb altres serveis, una gran nau de cellers amb voltes del 1773. Cal destacar especialment, el conjunt de voltes dels baixos, una colla de portals de pedra i un saló amplíssim a la planta noble. Diverses dependències annexes conserven espitlleres de defensa.
Segons F. Balanza González: «Entre l'que fa partió ab Gelida (es refereix al torrent) y l'del Viudo, posada en una carena que va de dalt á baix de la vertent ó costa, ab gran vista per tots costats, s'hi aixeca una casa antigua, alta, quadrada, á quatre vents, tot de pedra, ennegrida per lo temps, anomenada la Torre del Cavaller, de Llosellas, ó simplement la Torre, que tots eixos noms porta. Sas terras, part pertenéixen al terme de Gelida y part al de Castellví. Es la casa payral de la noble familia de Llosellas».
«Avuy perteneix á D. Alfons Perés y de Llosella. De dita familia Llosellas n'hi ha una lápida en Martorell, en la casa que hi té en la plassa la germana d'aquest últim dit senyor, Donya Agna, qual lápida, copiada literalment, diu així:« LO SOR DN FERNANDO .II. REI DE CASTILLA I LEON EN CONCID- / ERACIÓ ALS MERITS, I SERVEIS DE PERE LLOSELLAS, FEV COMI- / SSIÓ AL NOBLE DN JAVME DE LVVNA SON CAMARLENCH, I CAPITA / GENERAL DE CATALVNYA PER ARMAR CABALLER, I CEÑIR LO CINGOL MILITAR AL DIT LLOSELLAS AIXI ELL COM SOS FILLS, NATS I / NAXEDORS GOZASEN DE TOTAS LAS GRACIAS, LLIBERTATS / HONRAS, FRANQUICIAS, ETC., QUE GOSAN LOS DEMES CABALLERS / DE SON REGNE. DAT EN SALAMANCA ALS 21 DE JANER DE 1509 I / RETIFICAT Á INSTANCIA DE DON PAU DE LLOSELLAS EN / BARCELONA ALS 6 DE SETEMBRE DEL AÑ 1787. CONSTA AB / BARIOS LLIBRES DE CELEBRES CORTS AIXI ANTICHS COM A LAS / VLTIMAS CORTS DE ESTA CENTURIA CELEBRADAS EN LO AÑ / 1702 AL COMBENT DE SANT FRANCESCH DE BARCELONA / EN TEMPS DEL REI NOSTRE SOR DN FELIP V. DE ARAGO IV DE / CASTELLA ACISTI EN ELLAS ENTRE ALTRES DN JAVME DE / LLOSELLAS. Dita lápida es en mármol blanch, damunt d'ella ab lo mateix mármol hi ha l'escut de la familia.» «Se compon de quatre quartels, de los quals en lo primer y quart s'hi veu un lleó rampant, y en lo segon y tercer tres menguants, lo primer sobre 'ls altres dos, y timbrant de una creu. La Sra. Perés sobre l'escut hi ha afegit una altra planxa de mármol blanch, ab un casco, distintiu de noble ó cavaller. Fou regalada dita lápida á la esmentada senyora per lo il·lustrat Notari d'aquest col·legi D. Melitó de Llosellas, descendent de la referida familia. (...)».